# Abborrtjärnarna (Hällesjö socken, Jämtland)
Abborrtjärnarna är en sjö i Bräcke kommun i Jämtland och ingår i Ljungans huvudavrinningsområde.